# 영광군 (1948년 선거구)
영광군은 대한민국의 옛 국회의원 선거구이다. 당시 전라남도 영광군 지역을 관할했다.

## 역사
제헌 국회의원 선거를 앞두고 영광군 전 지역을 관할하는 선거구로 신설되었다.
제6대 국회의원 선거를 앞두고 함평군 선거구와 통합되여 영광군·함평군 선거구를 이루게 됨에 따라 폐지되었다.

## 역대 국회의원
| 선거   | 정당 | 정당       | 의원   |
| ------ | ---- | ---------- | ------ |
| 1948년 |      | 한국민주당 | 조영규 |
| 1950년 |      | 대한청년단 | 정헌조 |
| 1954년 |      | 민주국민당 | 조영규 |
| 1958년 |      | 민주당     | 조영규 |
| 1960년 |      | 민주당     | 조영규 |

## 역대 선거 결과

### 대한민국 제헌 국회의원 선거
| 대한민국 제헌 국회의원 선거전라남도 영광군 |        |            |        |        |      |      |  |
|                                            |        |            |        |        |      |      |  |
| 후보                                       | 후보   | 정당       | 득표   | 득표율 | 당락 | 비고 |  |
|                                            | 조영규 | 한국민주당 | 무투표 | 무투표 | 당선 |      |  |
| 합계                                       | 합계   | 합계       | 0표    |        |      |      |  |

### 대한민국 제2대 국회의원 선거
|  | 18.76% |

|  | 16.68% |

|  | 12.80% |

|  | 8.64% |

|  | 8.02% |

|  | 7.20% |

|  | 7.05% |

|  | 4.35% |

|  | 3.11% |

|  | 2.88% |

|  | 2.88% |

|  | 2.71% |

|  | 1.86% |

|  | 1.85% |

|  | 1.13% |

|  | 0% |

### 대한민국 제3대 국회의원 선거
|  | 54.62% |

|  | 35.15% |

|  | 6.80% |

|  | 3.41% |

### 대한민국 제4대 국회의원 선거
|  | 32.07% |

|  | 30.16% |

|  | 17.79% |

|  | 11.24% |

|  | 8.71% |

### 대한민국 제5대 국회의원 선거
|  | 46.72% |

|  | 37.90% |

|  | 8.45% |

|  | 6.90% |